# Virtain perinnekylä
Il Virtain perinnekylä (lett. villaggio della tradizione di Virrat) è un museo situato nei pressi di Virrat, a nord di Tampere, in Finlandia. È un vasto museo all'aperto che comprende quattro edifici principali.
Il Talomuseo espone arredi d'epoca, tradizionali decorazioni domenicali degli anni attorno al 1840 e una tipica sauna finlandese.
Il Metsäkämppämuseo è costituito da una grande casa e da due piccoli capanni un tempo utilizzati dai taglialegna.
Nella Sotaveteraanien museo-huone (sala museale dei veterani di guerra) sono conservate armi e altri oggetti utilizzati durante la seconda guerra mondiale.
Il Tuulimylly è un mulino a vento restaurato che risale al 1828.